# 2011 en natation
| Années de la natation : 2008 - 2009 - 2010 - 2011 - 2012 - 2013 - 2014    |
| Décennies de la natation : 1980 - 1990 - 2000 - 2010 - 2020 - 2030 - 2040 |

Cet article présente les faits marquants de l'année 2011 en natation : natation sportive, natation synchronisée, plongeon et water-polo.

## Calendrier international
- 23 janvier au 17 septembre : étapes du Grand Prix FINA de nage en eau libre 2011.
- 8 au 13 mars : Championnats d'Europe de plongeon 2011 à Turin (Italie).
- 17 avril au 2 octobre : étapes de la Coupe du monde de marathon FINA de nage en eau libre 2011.
- 16 au 31 juillet : Championnats du monde de natation 2011 à Shanghai (Chine).
- 5 au 14 août : natation sportive aux Jeux des îles de l'océan Indien 2011 à Victoria (Maldives).
- 11 au 23 août : Natation et water-polo à l'Universiade d'été 2011 à Shenzhen (Chine).
- 16 au 21 août : Championnats du monde juniors de natation 2011 à Lima (Pérou).
- 29 août au 2 septembre : natation sportive aux Jeux du Pacifique de 2011 à Nouméa (Nouvelle-Calédonie).
- 3 au 18 septembre : Natation sportive aux Jeux africains de 2011 à Maputo (Mozambique).
- octobre et novembre : Coupe du monde de natation FINA 2011.
- 7 au 11 septembre : Championnats d'Europe de nage en eau libre 2011 à Eilat (Israël).
- 13 au 20 octobre : Jeux panaméricains de 2011 à Guadalajara (Mexique).
- 11 au 22 novembre : Jeux d'Asie du Sud-Est de 2011 à Jakarta (nage en eau libre) et Palembang (autres sports aquatiques).
- 8 au 11 décembre : Championnats d'Europe de natation en petit bassin 2011 à Szczecin (Pologne)[1].

## Événements

### Janvier
- 7 janvier : la Fédération internationale de natation annonce les meilleurs sportifs nautiques de l'année 2010, à la suite d'un vote des membres dirigeants de la FINA et des fédérations nationales. Sont choisis Therese Alshammar (Suède) et Ryan Lochte (États-Unis) en natation sportive, Ruolin Chen (Chine) et Patrick Hausding (Allemagne) en plongeon, Natalia Ishchenko (Russie) en natation synchronisée, Ana Marcela Cunha (Brésil) et Valerio Cleri (Italie) en nage en eau libre[2].

### Mars
- 28 mars : la Ligue européenne de natation annonce que les championnats d'Europe de natation 2014 seront organisés à Berlin, en Allemagne[3], alors même qu'elle n'a pas encore trouvé de ville et de fédération candidates pour ceux de 2012[4].

### Mai
- 6 mai : à Fort Lauderdale (États-Unis), neuf personnalités des sports aquatiques sont inscrits à l'International Swimming Hall of Fame : Albert II, prince de Monaco, les champions de natation sportive Ian Thorpe et Lenny Krayzelburg, la nageuse synchronisée Miya Tachibana et une pionnière de la discipline aux États-Unis Re Calcaterra, le nageur en eau libre Michael Read, un militant environnemental Lewis Gordon Pugh, le directeur de la communication de la Fédération internationale de natation Pedro Adrega et trois poloïstes[5].
- 13 mai : au congrès de Reykjavik, la Ligue européenne de natation annonce avoir trouvé deux villes organisatrices pour les Championnats d'Europe de natation 2012 : Eindhoven aux Pays-Bas pour le plongeon du 14 au 20 mai, et Anvers en Belgique pour les natations sportives et synchronisées du 16 au 27 mai 2012[6].

### Juillet
- 15 juillet : à Shanghai, la Fédération internationale de natation attribue l’organisation des Championnats du monde de natation de 2015 à Kazan (Russie) et ceux de 2017 à Guadalajara (Mexique). Hong Kong (région administrative spéciale de la république populaire de Chine) était la troisième ville candidate[7].
- 16 au 23 juillet : épreuves de natation synchronisée des Championnats du monde de natation 2011, à Shanghai. L'ensemble des sept épreuves sont remportés par des nageuses de Russie.
- 16 au 24 juillet : épreuves de plongeon des Championnats du monde de natation 2011, à Shanghai. L'ensemble des dix épreuves sont remportés par des plongeurs de république populaire de Chine.
- 24 au 31 juillet : épreuves de natation sportive des Championnats du monde de natation 2011, à Shanghai.
  - 26 juillet : pour la première fois des championnats du monde de natation, deux nageurs du même pays terminent la finale premier ex æquo[8], les Français Camille Lacourt et Jérémy Stravius en 52 secondes 76 en finale du 100 mètres dos. Ce sont également les deux premiers médailles d’or françaises dans l'histoire de cette compétition.
  - 28 juillet : en finale, Ryan Lochte (États-Unis) bat le record du monde du 200 mètres 4 nages[9].
  - 31 juillet : en finale, Sun Yang (Chine) bat le record du monde du 1500 mètres nage libre, alors le plus vieux record de natation en cours[10].

### Octobre
- 22 octobre : lors de la quatrième étape de la Coupe du monde de natation FINA 2011, à Berlin (Allemagne), Melissa Franklin (États-Unis) bat le record du monde de 200 mètres dos en bassin de 25 mètres avec un temps de 2 minutes et 3 centièmes. Chez les dames, il s'agit du premier record du monde battu depuis l’interdiction des combinaisons de nage, le 1er janvier 2010[11].

### Novembre
- 13 novembre : au terme de la septième et dernière étape à Tōkyō, Therese Alshammar (Suède) chez les dames et Chad le Clos (Afrique du Sud) chez les messieurs remportent la Coupe du monde de natation FINA 2011.
- 14 novembre : LEN Magazine publie la liste des « Athlètes aquatiques européens de l'année », élus par les fédérations membres de la Ligue européenne de natation et les médias accrédités. Sont récompensés le Norvégien Alexander Dale Oen et l'Italienne Federica Pellegrini en natation sportive, l'Allemand Sascha Klein et l'Italienne Tania Cagnotto en plongeon, le duo russe Natalia Ishchenko et Svetlana Romashina en natation synchronisée, l'Allemand Thomas Lurz et la Britannique Keri-Anne Payne en nage en eau libre[12].
- 17 au 19 novembre : pour la première fois, avec l'édition 2011 à Jakarta, la nage en eau libre est inscrit au programme des Jeux d'Asie du Sud-Est[13].

### Décembre
- 5 décembre : annonce des meilleurs athlètes de l’année par le FINA Aquatics World Magazine d’après le vote de ses fédérations nationales et de la presse. Sont nommés Thomas Lurz (Allemagne) et Keri-Anne Payne (Grande-Bretagne[14]) en nage en eau libre, Ryan Lochte et Missy Franklin (États-Unis) en natation sportive, Natalia Ishchenko et Svetlana Romashina (Russie) en natation synchronisée, Qiu Bo et Wu Minxia (Chine) en plongeon, Filip Filipović (Serbie) et Alexándra Asimáki (Grèce) en water-polo[15].

## Principaux décès
- 18 novembre : Dušan Popović, joueur serbe de water-polo, champion du monde en 1991 avec l’équipe de Yougoslavie et vainqueur de plusieurs coupes d’Europe des clubs[16].